# Hadley Township (Illinois)
Pour les articles homonymes, voir Hadley Township.
Hadley Township est un township du comté de Pike dans l'Illinois, aux États-Unis,. En 2010, le township comptait une population de 262 habitants.

## Source de la traduction
- (en) Cet article est partiellement ou en totalité issu de l’article de Wikipédia en anglais intitulé « Hadley Township, Pike County, Illinois » (voir la liste des auteurs).